# Crip Camp - Disabilità rivoluzionarie
Crip Camp - Disabilità rivoluzionarie (Crip Camp) è un film documentario del 2020 diretto da Nicole Newnham e Jim LeBrecht. Il film è prodotto dalla Higher Ground Productions di Barack e Michelle Obama, anche produttori esecutivi.
Ha vinto il premio del pubblico al Sundance Film Festival 2020.
Il documentario segue alcuni giovani che frequentano Camp Jened, un campeggio vicino a New York che accoglieva persone con disabilità: una storia su ciò che accade quando un gruppo di adolescenti trascurati dalla società scopre, finalmente, un luogo in cui sono trattati come persone complete.

## Trama
La storia inizia nel 1971, a Camp Jened, con lo stesso LeBrecht, nato con la spina bifida, e altri ragazzi che frequentano il campeggio per la prima volta. Durante i mesi di permanenza a Camp Jened, alcune persone, che avevano una telecamera, iniziano a intervistare i campeggiatori su vari argomenti: come sono trattati dal mondo esterno, il loro diritto alla privacy, i loro amori.
Camp Jened è solo una parte della storia perché il documentario segue LeBrecht e alcuni suoi amici del campeggio al ritorno nel mondo reale dove, fortemente motivati dall'esperienza vissuta, diventano attivisti per il movimento dei diritti dei disabili.

## Produzione
L'idea di realizzare questo documentario nasce quasi per caso, quando LeBrecht propone a Nicole Newnham, con la quale ha lavorato per 15 anni come co-regista, di fare un film su Camp Jened. Nicole Newnham, su Vox, ha spiegato che la sua idea e quella di LeBrecht è stata quella di, attraverso il documentario, portare le persone all'interno di Camp Jened per fargli provare quell'esperienza:  arrivare al campo, guardarsi intorno, forse sentirsi un po' a disagio, non sicuri di cosa stesse succedendo, per poi rendersi conto che il mondo che vedono, attraverso le immagini, era divertente, gioioso, liberatorio proprio come lo era per LeBrecht.

## Critica
Peter Travers di Rolling Stone ha scritto che Crip Camp è «quel che si dice un film stimolante». Richard Lawson, su Vanity Fair ha scritto che «lo spirito di rivoluzione giustamente arrabbiato, esigente ma generoso nella sua portata, è vivo e vegeto nel film». Carlos Rìos Espinosa, di Human Rights Watch, ha scritto che «il film fa capire l'importanza di organizzare spazi per le persone con disabilità».
Giulia D'Agnolo Vallan scrive, sulle pagine del Il Manifesto, che, soprattutto nella seconda parte, il film mette in scena una battaglia resa possibile dallo spirito del tempo e la dissonanza con l'oggi è molto forte.
Carlo Ridolfi fa presente che la forza del documentario sta nel fatto di mettere in luce l'ottusità dei politici che ragionano solo ed esclusivamente mediante un pensiero strumentale e di calcolo e che non c’è nulla di più ipocrita di formule apparentemente tolleranti e democratiche come (l’orrenda) “separati ma uguali”, che sembrava essere il leit-motiv sia delle amministrazioni repubblicane sia di quelle democratiche. Al contempo, quello che si evince da Crip Camp, è che non c’è nulla di più efficace, vitale, generativo del pensare e dell’agire per affermare diritti (formali ma anche pratici) per quella che si crede essere una minoranza, che invece poi, è esperienza quotidiana di tutti noi, vanno a vantaggio di tutti e diventano bene comune.

## Riconoscimenti
- 2021 - Premi Oscar
  - Candidatura per il miglior documentario
- 2021 - Independent Spirit Awards[9]
  - Candidatura per il miglior documentario
- 2021 - Satellite Award[10]
  - Candidatura per il miglior documentario